# Pietracamela
Pietracamela là một đô thị và thị xã của Ý. Đô thị này thuộc tỉnh Teramo trong vùng Abruzzo. Pietracamela có diện tích 44 km2, dân số theo ước tính năm 2005 của Viện thống kê quốc gia Ý là 312 người. 
Các đơn vị dân cư:
Đô thị Pietracamela giáp với các đô thị: